# 国立病院機構東名古屋病院附属リハビリテーション学院
国立病院機構東名古屋病院附属リハビリテーション学院（こくりつびょういんきこうひがしなごやびょういんリハビリテーションがくいん）は、愛知県名古屋市名東区梅森坂五丁目101番地にある国立病院機構東名古屋病院附属の専門学校。1979年（昭和54年）4月4日に開校。かつては全国に国立病院・療養所附属のリハビリテーション学院が9校存在したが、2003年（平成15年）12月の国立病院･療養所附属養成施設の再編成により8校が閉校したため、現在残る唯一の養成施設となったが、令和6年度の学生を最後に募集を停止、令和9年度に閉校予定。

## 設置学科
- 医療専門課程 理学療法学科
- 医療専門課程 作業療法学科

## 所在地
- 愛知県名古屋市名東区梅森坂5-101

## 設備
- 1・2年生用の寮（あおば寮）と3年生用の寮（かえで寮）を有している[4]。

## 卒業後の資格
- 専門士（医療専門課程）称号[5]
- 理学療法士国家試験受験資格[4]
- 作業療法士国家試験受験資格[4]